# سجاد شيراز
سجاد شيراز او السجاد الشيرازي (بالفارسية: قالی شیراز) Shiraz rug هو نوع من السجاد الفارسي يُصنع في المناطق المحيطة بمدينة شيراز في مقاطعة فارس الإيرانية.

## التصاميم
تشكل التصاميم من النساجين في القبائل المستقرين في المنطقة لذا فهم يقلدون تصميمات قشقاي وخاميسيون (العرب البصريين) والأفشار والعبادة واللوري.[بحاجة لمصدر] نظرًا لأن النساجين يستخدمون الأنوال الثابتة، فإن السجاد يميل إلى أن يكون أكبر بالحجم وغالبا ما يكون أكثر خشونة من نظيراته القبلية.[بحاجة لمصدر]. لا يتم نسج العقد لسجاد شيراز في كثير من الأحيان بشكل جيد للغاية، حيث يتمتع كل من قاشقاي وأباده بعقدة أدق. تستخدم شيراز العقدة الفارسية (غير المتكافئة).[بحاجة لمصدر]

## الرسومات
تتميز بعض السجادات برسومات بحصان سايروس الأبيض. سجاد شيراز هو السجاد الوحيد التي تصور العندليب، والتي تظهر كطيور ذات شكل زاوي. ويقال إن هذه الطيور ترمز إلى الرضا والسعادة. 

## اشكال اخرى
ويشتهر سجاد قبيلة الباصري، إحدى القبائل الفارسية في محافظة فارس ، بتصاميمه الملونة. اللون البرتقالي هو اللون المحدد والاكثر شهرة لسجاد باصري. 